# Gymnocharacinus bergii
Gymnocharacinus bergii är en fiskart som beskrevs av Steindachner, 1903. Gymnocharacinus bergii ingår i släktet Gymnocharacinus och familjen Characidae. IUCN kategoriserar arten globalt som starkt hotad. Inga underarter finns listade i Catalogue of Life.